# Llista dels 100 guitarristes més grans de tots els temps segons Rolling Stone
La llista dels 100 guitarristes més grans de tots els temps és una llista creada per la revista Rolling Stone, que conté sobretot guitarristes de rock, de blues i de jazz. Segons la revista hi apareixen aquells guitarristes que més han influït i participat en la història del rock. La primera llista la va preparar David Fricke, editor de la revista, i fou publicada el 27 d'agost de 2003 en forma d'un número especial de la revista, ocupant la pàgina de la portada.
La publicació de la llista va aixecar algunes polèmiques; per exemple, una de les crítiques principals era que la llista no inclou gaires guitarristes femenines (en total només dues). David Segal, un dels crítics de la revista que publicà la llista, va defensar la seva posició afirmant que les dones no han sigut mai expertes ni pioneres en el món de la guitarra.
El sistema d'elecció dels guitarristes no es va basar només en les seves habilitats amb la guitarra, sinó també en la seva capacitat de creació, la pràctica amb altres instruments, la seva innovació i la seva influència en el món de la música. Malgrat complir amb aquests requisits la revista va ometre alguns guitarristes (entre ells se'n trobaven molts i de molt coneguts).
El 2011, Rolling Stone va actualitzar la llista, i aquesta vegada hi havia un jurat divers: alguns guitarristes, com Carlos Santana, Ritchie Blackmore, Joe Perry, Brian May o Eddie Van Halen i d'altres experts. Els cinc primers van ser Jimi Hendrix, Eric Clapton, Jimmy Page, Keith Richards i Jeff Beck.

## Llista de 2003
La llista la integren:
1. Jimi Hendrix.
2. Duane Allman dels Allman Brothers Band.
3. B.B. King.
4. Eric Clapton de Cream i Yardbirds.
5. Robert Johnson.
6. Chuck Berry.
7. Stevie Ray Vaughan.
8. Ry Cooder.
9. Jimmy Page de Led Zeppelin i Yardbirds.
10. Keith Richards de The Rolling Stones.
11. Kirk Hammett de Metallica i Exodus.
12. Kurt Cobain de Nirvana.
13. Jerry Garcia de Grateful Dead.
14. Jeff Beck.
15. Carlos Santana de Santana.
16. Johnny Ramone de The Ramones.
17. Jack White de The White Stripes.
18. John Frusciante de Red Hot Chili Peppers.
19. Richard Thompson.
20. James Burton.
21. George Harrison de The Beatles.
22. Mike Bloomfield.
23. Warren Haynes.
24. The Edge de U2.
25. Freddy King.
26. Tom Morello de Rage Against the Machine i Audioslave.
27. Mark Knopfler de Dire Straits.
28. Stephen Stills.
29. Ron Asheton de The Stooges.
30. Buddy Guy.
31. Dick Dale.
32. John Cipollina de Quicksilver Messenger Service.
33. Lee Ranaldo de Sonic Youth.
34. Thurston Moore de Sonic Youth.
35. John Fahey.
36. Steve Cropper de Booker T. and the MG's.
37. Bo Diddley.
38. Peter Green de Fleetwood Mac.
39. Brian May de Queen.
40. John Fogerty de Creedence Clearwater Revival.
41. Clarence White de The Byrds.
42. Robert Fripp de King Crimson.
43. Eddie Hazel de Funkadelic.
44. Scotty Moore.
45. Frank Zappa.
46. Les Paul.
47. T-Bone Walker.
48. Joe Perry de Aerosmith.
49. John McLaughlin.
50. Pete Townshend de The Who.
51. Paul Kossoff de Free.
52. Lou Reed.
53. Mickey Baker.
54. Jorma Kaukonen de Jefferson Airplane.
55. Ritchie Blackmore de Deep Purple.
56. Tom Verlaine de Television.
57. Roy Buchanan.
58. Dickey Betts.
59. Jonny Greenwood de Radiohead.
60. Ed O'Brien de Radiohead.
61. Ike Turner.
62. Zoot Horn Rollo de Magic Band.
63. Danny Gatton.
64. Mick Ronson.
65. Hubert Sumlin.
66. Vernon Reid de Living Colour.
67. Link Wray.
68. Jerry Miller de Moby Grape.
69. Steve Howe de Yes.
70. Eddie Van Halen.
71. Lightnin' Hopkins.
72. Joni Mitchell.
73. Trey Anastacio de Phish.
74. Johnny Winter.
75. Adam Jones de Tool.
76. Ali Farka Touré.
77. Henry Vestine de Canned Heat.
78. Robbie Robertson de The Band.
79. Cliff Gallup de Blue Caps.
80. Robert Quine de Voidoids.
81. Derek Trucks.
82. David Gilmour de Pink Floyd.
83. Neil Young.
84. Eddie Cochran.
85. Randy Rhoads d'Ozzy Osbourne.
86. Tony Iommi de Black Sabbath i Heaven & Hell.
87. Joan Jett.
88. Dave Davies de The Kinks.
89. D. Boon de Minutemen.
90. Glen Buxton de Alice Cooper.
91. Robby Krieger de The Doors.
92. Fred "Sonic" Smith de MC5.
93. Wayne Kramer de MC5.
94. Bert Jansch.
95. Kevin Shields de My Bloody Valentine.
96. Angus Young d'AC/DC.
97. Robert Randolph.
98. Leigh Stephens de Blue Cheer.
99. Greg Ginn de Black Flag.
100. Kim Thayil de Soundgarden.

## Llista de 2011
1. Jimi Hendrix
2. Eric Clapton
3. Jimmy Page
4. Keith Richards
5. Jeff Beck
6. B. B. King
7. Chuck Berry
8. Eddie Van Halen
9. Duane Allman
10. Pete Townshend
11. George Harrison
12. Stevie Ray Vaughan
13. Albert King
14. David Gilmour
15. Freddie King
16. Derek Trucks
17. Neil Young
18. Les Paul
19. James Burton
20. Carlos Santana
21. Chet Atkins
22. Frank Zappa
23. Buddy Guy
24. Angus Young
25. Tony Iommi
26. Brian May
27. Bo Diddley
28. Johnny Ramone
29. Scotty Moore
30. Elmore James
31. Ry Cooder
32. Billy Gibbons
33. Prince
34. Curtis Mayfield
35. John Lee Hooker
36. Randy Rhoads
37. Mick Taylor
38. The Edge
39. Steve Cropper
40. Tom Morello
41. Mick Ronson
42. Mike Bloomfield
43. Hubert Sumlin
44. Mark Knopfler
45. Link Wray
46. Jerry Garcia
47. Stephen Stills
48. Jonny Greenwood
49. Muddy Waters
50. Ritchie Blackmore
51. Johnny Marr
52. Clarence White
53. Otis Rush
54. Joe Walsh
55. John Lennon
56. Albert Collins
57. Rory Gallagher
58. Peter Green
59. Robbie Robertson
60. Ron Asheton
61. Dickey Betts
62. Robert Fripp
63. Johnny Winter
64. Duane Eddy
65. Slash
66. Leslie West
67. T-Bone Walker
68. John McLaughlin
69. Richard Thompson
70. Jack White
71. Robert Johnson
72. John Frusciante
73. Kurt Cobain
74. Dick Dale
75. Joni Mitchell
76. Robby Krieger
77. Willie Nelson
78. John Fahey
79. Mike Campbell
80. Buddy Holly
81. Lou Reed
82. Nels Cline
83. Eddie Hazel
84. Joe Perry
85. Andy Summers
86. J Mascis
87. James Hetfield
88. Carl Perkins
89. Bonnie Raitt
90. Tom Verlaine
91. Dave Davies
92. Dimebag Darrell
93. Paul Simon
94. Peter Buck
95. Roger McGuinn
96. Bruce Springsteen
97. Steve Jones
98. Alex Lifeson
99. Thurston Moore
100. Lindsey Buckingham